# Je préfère mourir
Je préfère mourir — She Died a Lady, dans l'édition originale en anglais — est un roman policier américain de John Dickson Carr publié en 1943, sous le pseudonyme de « Carter Dickson ». C'est le 14e roman de la série mettant en scène le personnage de Sir Henry Merrivale.

## Personnages

### Les défunts
- Rita Wainwright : 38 ans ; épouse d'Alec Wainwright.
- Barry Sullivan : acteur américain ; époux de Belle Sullivan ; amant de Rita Wainwright.

### Les enquêteurs
- Henry Merrivale : criminologue.
- Superintendant Craft : policier chargé de l’enquête officielle.

### Les témoins et les suspects
- Alec Wainwright : environ 60 ans ; professeur d'université retraité ; époux de Rita Wainwright.
- Luke Croxley : médecin de famille des Wainwright (narrateur).
- Tom Croxley : médecin, fils de Luke Croxley.
- Steve Grange : notaire des Wainwright.
- Molly Grange : fille de Steve Grange.
- Belle Sullivan : épouse de Barry Sullivan.
- Paul Ferrars : peintre.
- Willie Johnson : jardinier.

## Résumé
Le récit est composé de 19 chapitres. Luke Croxley, le médecin de famille des Wainwright, est le narrateur des 18 premiers chapitres. Le dernier chapitre est rédigé par Paul Ferrars.

### Mise en place de l'intrigue
Dans le village fictif de Lyncombe (Devon), le professeur retraité Alec Wainwright, alcoolique désabusé, est l'époux malheureux de Rita, une femme beaucoup jeune qui ne lui cache plus ses infidélités, notamment avec l'acteur Barry Sullivan, son dernier amant en date. Un matin de mai 1940, on découvre sur le littoral les deux corps rejetés par la mer et chacun abattu d'une balle dans la tête de Rita et de Barry. 
Une lettre laissée par l'épouse à son époux laisse penser à un double suicide : « Je préfère mourir comme est morte Juliette : sans un cri, sans une larme. Je n'ai cessé de vous aimer. Adieu. ». Au surplus leurs deux séries de pas se dirigeaient vers la falaise, et aucune n’en revenait.
Or, le vieux docteur Croxley, un familier des Wainwright, souligne un détail significatif : le Browning .32 utilisé dans ces circonstances tragiques a été retrouvé sur une route, à des kilomètres de la côte, par Steve Grange. Quelqu'un a-t-il ramassé l'arme après le double suicide ? Ou alors s'agit-il d'un meurtre déguisé en suicide ?

### L'enquête
Luke Croxley tente de mener sa propre enquête, sous les yeux goguenards de son fils Tom Croxley, qui a pris sa succession. Le vieux médecin a compris que eux constatations sont vraiment étranges : le fil du téléphone avait été coupé, et le réservoir de la voiture avait été percé. 
Ses soupçons se portent sur le peintre Paul Ferrars, que plusieurs indices semblent accuser. Malgré ses efforts, il ne parvient pas à prouver la culpabilité du peintre et à éclaircir le mystère de manière certaine. Le bon docteur meurt d'ailleurs dans le grand raid de la Luftwaffe sur Bristol le 25 novembre 1940.
Quelques mois plus tard, sir Henry Merrivale, qui séjourne dans la région chez Paul Ferrars, relance l'enquête après avoir pris connaissances des notes prises par Luke Croxley et de ses soupçons à l'égard de Ferrars.
Belle, l'épouse du comédien décédé, cachée dans le coffre d'une voiture, manque de peu d'être assassinée à son tour dans les sables mouvants où un « inconnu qui sanglotait » ensevelit la voiture de son défunt mari.

### Dénouement et résolution de l'énigme
Les deux amants n'ont jamais eu l'intention de se suicider, mais ont voulu faire croire à leur suicide. L'idée venait de Rita. C'est elle qui avait coupé le fil du téléphone et vidé le réservoir de la voiture. Le but était que la police soit alertée tardivement, lorsque la marée serait haute. Puis Rita s'était rendue seule en direction de la falaise, et était revenue seule en reculant chaussée avec les souliers de Barry. Ceci explique les deux séries de traces de pas. Puis Rita et Barry étaient partis se cacher dans l'une des grottes situées en bas des falaises. Le lendemain au petit matin, ils sont remontés dans la propriété. Là, munis d'un rouleau à aplanir le gazon, ils ont effacé leurs empreintes de la veille et en ont faites de nouvelles, toutes fraîches. Puis profitant de la marée haute, ils ont plongé dans les vagues et ont regagné leur cachette. Tandis qu'ils s'habillaient et étaient sur le point de quitter la grotte, le comté et le Royaume-Uni, leur assassin les a surpris et les a abattus avec un revolver (arme qu’il a perdue par la suite).
Le tueur est Tom, le fils du narrateur et amoureux transi de Rita. Il ne pouvait pas imaginer la voir partir avec un autre homme. Ainsi les recherches du vieux Croxley auraient eu pour but de découvrir la vérité sur son fils, mais il est mort sans avoir su la vérité. Tom quitte le Royaume-Uni et devient médecin militaire. Il meurt l’année d'après en Libye où il s'est comporté en héros.

## Éditions

### Éditions originales en anglais
- (en) Carter Dickson, She Died a Lady, New York, Morrow, 1943 — édition originale américaine.
- (en) Carter Dickson, She Died a Lady, Londres, Heinemann, 1943 — édition originale britannique.

### Éditions françaises
- Carter Dickson (auteur) et Gabrielle Ferraris (traducteur), Je préfère mourir [« She Died a Lady »], Genève, Ditis, coll. « Détective-club - Suisse no 19 », 1946
- Carter Dickson (auteur) et Gabrielle Ferraris (traducteur), Je préfère mourir [« She Died a Lady »], Paris, Ditis, coll. « Détective-club - France no 5 », 1946, 205 p. (BNF 31909875)
- John Dickson Carr (auteur) et Gabrielle Ferraris (traducteur), Je préfère mourir [« She Died a Lady »], Paris, Librairie des Champs-Élysées, coll. « Le Masque no 1883 », 1987, 187 p. (ISBN 2-7024-1764-7, BNF 34910104)

## Sources bibliographiques
- Jacques Baudou et Jean-Jacques Schleret, Les Métamorphoses de la chouette, Paris, Futuropolis, 1986, p. 58.
- Roland Lacourbe, John Dickson Carr : scribe du miracle. Inventaire d'une œuvre, Amiens, Encrage, 1997, page 84 et page 312.